# Oligoneura
Oligoneura is een vliegengeslacht uit de familie van de spinvliegen (Acroceridae).

## Soorten
- O. murina (Loew, 1844)